# Campeonato Mundial de Atletismo em Pista Coberta de 2012 - Salto triplo masculino
A prova do salto triplo masculino do Campeonato Mundial de Atletismo em Pista Coberta de 2012 foi disputada entre 10 e 11 de março na Ataköy Athletics Arena em Istambul, Turquia.

## Recordes
Antes desta competição, os recordes mundiais e do campeonato nesta prova eram os seguintes:
|    | Nome         | Nacionalidade | Distância | Local | Data                |
| -- | ------------ | ------------- | --------- | ----- | ------------------- |
| WR | Teddy Tamgho | França        | 17m 92cm  | Paris | 6 de março de 2011  |
| CR | Teddy Tamgho | França        | 17m 90cm  | Doha  | 14 de março de 2010 |

## Medalhistas
| Ouro             | Prata                  | Bronze              |
| Will Claye (USA) | Christian Taylor (USA) | Lyukman Adams (RUS) |

## Cronograma
| Data        | Hora  | Evento  |
| ----------- | ----- | ------- |
| 10 de março | 9:35  | Bateria |
| 11 de março | 16:10 | Final   |

## Resultados

### Bateria
Qualificação: 17,00 m (Q) ou os 8  melhores qualificados (q).
| Colocação. | Atleta             | Nacionalidade  | #1    | #2    | #3    | Resultado | Notas |
| ---------- | ------------------ | -------------- | ----- | ----- | ----- | --------- | ----- |
| 1          | Christian Taylor   | Estados Unidos | 17.39 |       |       | 17.39     | Q, SB |
| 2          | Fabrizio Donato    | Itália         | 17.07 |       |       | 17.07     | Q     |
| 3          | Lukman Adams       | Rússia         | x     | 16.67 | 17.04 | 17.04     | Q, SB |
| 4          | Will Claye         | Estados Unidos | 16.84 | 17.01 |       | 17.01     | Q     |
| 5          | Daniele Greco      | Itália         | 15.82 | 16.94 | 16.83 | 16.94     | q     |
| 6          | Dong Bin           | China          | 16.64 | 16.63 | 16.94 | 16.94     | q     |
| 7          | Alexis Copello     | Cuba           | x     | 16.90 |       | 16.90     | q     |
| 8          | Benjamin Compaoré  | França         | 16.46 | 16.73 | 16.81 | 16.81     | q     |
| 9          | Arnie David Giralt | Cuba           | x     | 16.71 | 16.56 | 16.71     |       |
| 10         | Jefferson Sabino   | Brasil         | 16.67 | x     | 16.22 | 16.67     | SB    |
| 11         | Marian Oprea       | Roménia        | 16.58 | x     | x     | 16.58     |       |
| 12         | Sheryf El-Sheryf   | Ucrânia        | 15.58 | x     | 16.25 | 16.25     |       |
| 13         | Samyr Laine        | Haiti          | 15.63 | 15.74 | 16.06 | 16.06     |       |
|            | Tosin Oke          | Nigéria        |       |       |       | DNS       |       |

### Final
A final ocorreu dia 11 de março. 
| Colocação.        | Atleta            | Nacionalidade  | #1    | #2    | #3    | #4    | #5    | #6    | Resultado | Notas |
| ----------------- | ----------------- | -------------- | ----- | ----- | ----- | ----- | ----- | ----- | --------- | ----- |
| Medalha de ouro   | Will Claye        | Estados Unidos | 16.89 | x     | x     | 17.70 | 17.63 | 17.53 | 17.70     | WL    |
| Medalha de prata  | Christian Taylor  | Estados Unidos | 17.63 | x     | 17.02 | 17.29 | 17.05 | 17.20 | 17.63     | SB    |
| Medalha de bronze | Lukman Adams      | Rússia         | 16.98 | x     | x     | x     | 17.36 | x     | 17.36     | PB    |
| 4                 | Fabrizio Donato   | Itália         | 16.99 | 17.28 | x     | —     | —     | —     | 17.28     | SB    |
| 5                 | Daniele Greco     | Itália         | x     | 16.55 | x     | 16.93 | x     | 17.28 | 17.28     | PB    |
| 6                 | Benjamin Compaoré | França         | 17.05 | x     | x     | x     | x     | x     | 17.05     |       |
| 7                 | Alexis Copello    | Cuba           | 16.92 | x     | x     | x     | 16.64 | x     | 16.92     |       |
| 8                 | Dong Bin          | China          | 14.64 | 16.41 | 16.75 | 16.51 | x     | 16.48 | 16.75     |       |

Legenda
| Recorde mundial       | Recorde mundial (World record)               |                       | Recorde africano                      | Recorde africano (African) |                                           | Q | Classificado por posição (Qualified) |
| Recorde do campeonato | Recorde do campeonato (Championship record)  | Recorde da América    | Recorde da América (Americas)         | q                          | Classificado por melhor tempo (Qualified) |   |                                      |
| Melhor marca do ano   | Melhor marca do ano (World leading)          | Recorde asiático      | Recorde asiático (Asian)              | DNS                        | Não largou (Did not start)                |   |                                      |
| Recorde nacional      | Recorde nacional (National record)           | Recorde europeu       | Recorde europeu (European)            | DNF                        | Não terminou (Did not finish)             |   |                                      |
| Recorde pessoal       | Recorde pessoal do atleta (Personal best)    | Recorde da Oceania    | Recorde da Oceania (Oceania)          | DSQ / DQ                   | Desclassificado (Disqualified)            |   |                                      |
| Recorde da temporada  | Recorde da temporada do atleta (Season best) | Recorde sul-americano | Recorde sul-americano (South America) | NM                         | Sem marca (No mark)                       |   |                                      |